# Emma Leth
Emma Nok Leth (født 26. juli 1990) er en tidligere dansk skuespillerinde og topmodel. Hun har lavet kampagner og gået flere shows for det franske modehus Balenciaga og arbejdet for flere modehuse både i Danmark og internationalt.
Emma Leth ændrede i 2018 sit efternavn til Rosenzweig efter at have giftet sig med  kunstneren Tal R.
Hun er datter af filmproduceren Karoline Leth, barnebarn af Jørgen Leth, søster til Aksel Leth og niece til Asger og Kristian Leth.
Hun studerer på nuværende tidspunkt på kunstakademiet i Frankfurt, hvor hun laver film.
Emma Rosenzweig er også skribent og har skrevet til Eurowoman og Weekendavisen.

## Filmografi

### Film
- Fucking 14 (2004)
- Supervoksen (2006)
- Tempelriddernes skat III (2008)
- Sandheden om mænd (2010)

### Tv-serier
- Rejseholdet, afsnit 13 (2001) – Camilla
- Kristian, afsnit 1 (2009) – Beate

### Musikvideoer
- Noah - "Alt er forbi"

## Privatliv
Emma Leth giftede sig den 2. juni 2018 med kunstneren Tal R i København. Amerikansk Vogue bragte en artikel om brylluppet.
Parret har sammen to sønner født i 2016 og 2021.